# Гренвольд
Гренвольд (нім. Grönwohld) — громада в Німеччині, розташована в землі Шлезвіг-Гольштейн. Входить до складу району Штормарн. Складова частина об'єднання громад Тріттау.
Площа — 9,79 км2. Населення становить 1511 ос. (станом на 31 грудня 2020).